# Badminton bei den Junioren-Panamerikaspielen 2025
Bei den Junioren-Panamerikaspielen 2025 wurden im Badminton drei Konkurrenzen durchgeführt. Die Wettbewerbe fanden vom 10. bis zum 13. August 2025 in Asunción in Paraguay statt.

## Medaillengewinner
| Disziplin        | Gold                     | Silber                 | Bronze                  |
| ---------------- | ------------------------ | ---------------------- | ----------------------- |
| Herreneinzel     | Victor Lai               | Deivid Silva           | Adriano Aguirre         |
| Herreneinzel     | Victor Lai               | Deivid Silva           | Zicheng Xu              |
|                  | Rachel Chan              | Juliana Viana          | Ella Lin                |
| Vanesa Contreras | Rachel Chan              | Juliana Viana          |                         |
| Mixed            | Davi Silva Juliana Viana | Victor Lai Rachel Chan | Zicheng Xu Ella Lin     |
| Mixed            | Davi Silva Juliana Viana | Victor Lai Rachel Chan | Tian Zhang Audrey Chang |

## Resultate

### Herreneinzel
Setzliste
1. Victor Lai
2. Adriano Viale
3. Ramiro Alonso Espinoza
4. Yeison Del Cid
5. Javier Alas
6. Nestor Gonzalez
7. Deivid Silva
8. Franco Motto

### Dameneinzel
Setzliste
1. Juliana Viana Vieira
2. Rachel Chan
3. Adriana Barrios
4. Vanessa Garcia
5. Iona Gualdi
6. Ella Lin
7. Margareth Revelo
8. Mariangel Garcia

### Mixed
Setzliste
1. Yeison Del Cid / Adriana Barrios
2. Nestor Gonzalez / Vanessa Garcia
3. Maximiliano Peregrina / Miriam Rodriguez
4. Rivano Bisphan / Sion Zeegelaar